# 亞利桑那州第六國會選區
亞利桑那州第六國會選區（英語：Sixth Congressional District of Arizona）是美国亞利桑那州的九個國會選區之一，始於1993年，2013年起包括鳳凰城東北郊區。
該選區在2000年以後的總統選舉一直支持共和黨，在眾議員選舉方面，1995年後也是由共和黨代表該區。目前當區眾議員為胡安·西斯科马尼。